# Dobrociechy
Dobrociechy (deutsch Dubbertech) ist ein Dorf in der Gmina Bobolice (Stadt- und Landgemeinde Bublitz) im Powiat Koszaliński (Kösliner Kreis) der polnischen Woiwodschaft Westpommern.

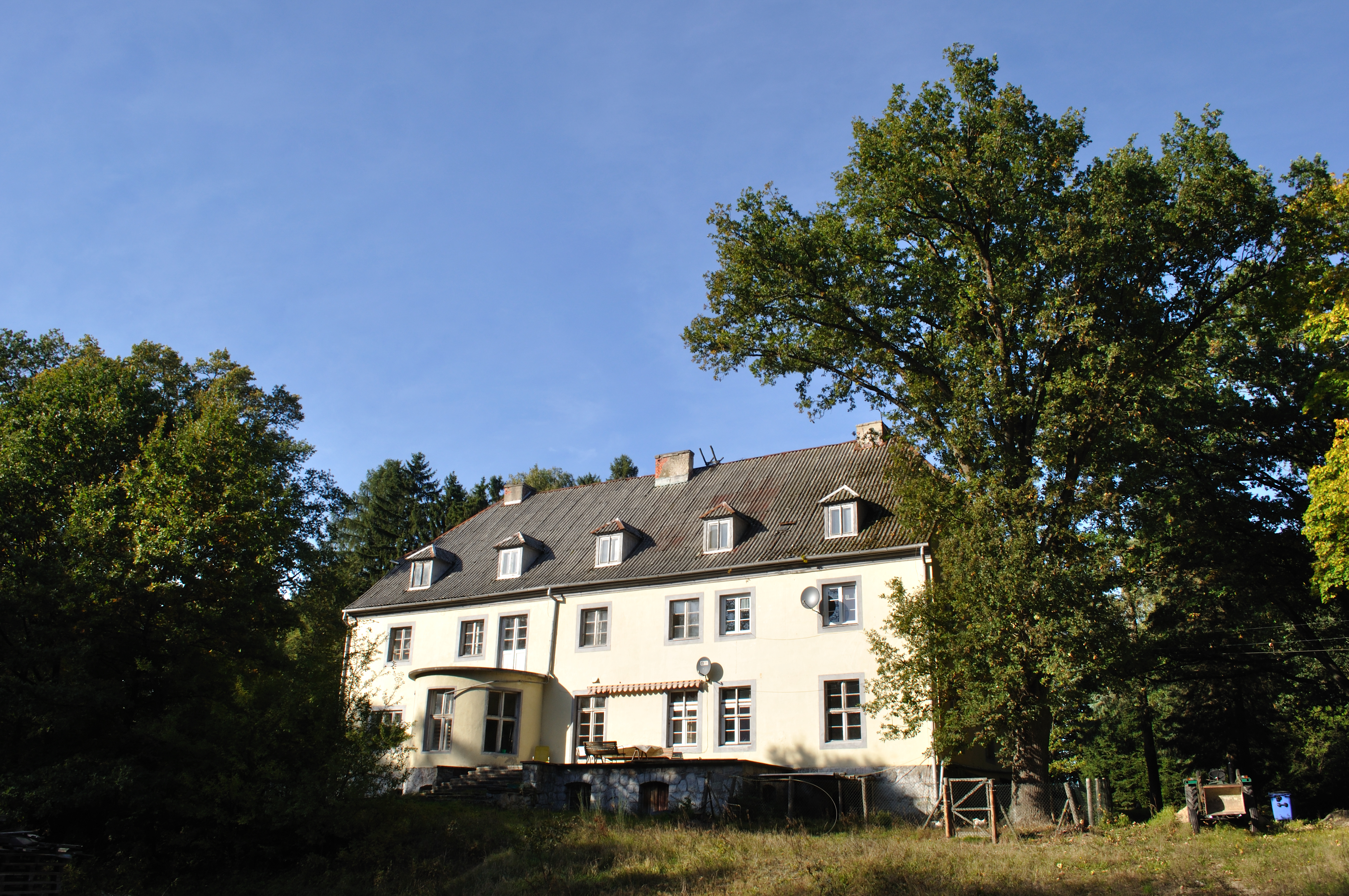
Herrenhaus (Aufnahme von 2013)

## Geographische Lage
Das Dorf liegt in Hinterpommern, etwa 140 km nordöstlich von Stettin und etwa 30 km südöstlich der Kreisstadt Koszalin (Köslin). 
Durch den Ort verläuft in West-Ost-Richtung die Woiwodschaftsstraße 169.

## Geschichte
Der Besitz an Dubbertech zerfiel bis Anfang des 19. Jahrhunderts in die Anteile Dubbertech a und Dubbertech b. Der Anteil Dubbertech a war ein altes Lehen der Familie von Bonin, der Anteil Dubbertech b ein altes Lehen der Familie Zarthen. Um 1800 waren beide Anteile vereint, aber aus den angestammten Familien gekommen, denn im Jahre 1804 erschien ein Baron von Roberts als Eigentümer beider Anteile. 
Im Jahre 1826 kamen beide Anteile von Dubbertech an die Familie Kleist. Besitzer von Dubbertech war der Kammerherr Ewald Heinrich Erdmann Bogislaff von Kleist. 
Um 1865 umfasste die Feldmark von Dubbertech 3744 Morgen, wovon 3467 Morgen zum Rittergut gehörten, die bäuerliche Feldmark mit drei Eigentümern 237 Morgen umfasste und 40 Morgen der Kirche gehörten. Hier lebten damals 343 Einwohner. 
Im Jahre 1905 erhielt Dubbertech Bahnanschluss an der Linie Manow–Bublitz der AG der vereinigten Kleinbahnen der Kreise Köslin, Bublitz, Belgard. Die Strecke ist heute stillgelegt. 
Dubbertech gehörte bis 1945 zur preußischen Provinz Pommern. Dubbertech lag im Kreis Fürstenthum, kam mit der Aufteilung dieses Großkreises im Jahre 1872 zum neugebildeten Kreis Bublitz und wurde bei dessen Auflösung im Jahre 1932 dem Kreis Köslin zugeteilt. Zur Gemeinde Dubbertech gehörten neben dem Dorf Dubbertech die Wohnplätze Annaburg, Forsthaus Glienke, Glienke, Hegerhof, Klein Jaunke, Priddargen, Rosenhof und Ziegelei.
Die Gemeinde Dubbertech zählte im Jahre 1933 613 Einwohner, im Jahre 1939 653 Einwohner.
1945 kam Dubbertech, wie ganz Hinterpommern, durch das Potsdamer Abkommen verwaltungstechnisch an die Volksrepublik Polen. Die kommunistische polnische Administration nahm anschließend die  „wilde“ Vertreibung der angestammten Bevölkerung vor. Der Ortsname wurde als „Dobrociechy“ polonisiert.

## Söhne und Töchter des Ortes
- Friedrich Wilhelm von Kleist (1851–1936), deutscher Diplomat, zuletzt  Ministerresident in Venezuela
- Hans von Kleist (1854–1927), preußischer Generalmajor, zuletzt Inspekteur der Ersatz-Eskadron des V. Armee-Korps
- Dagmar Albrecht (1933–2004), geborene von Hagen, deutsche Journalistin und Sachbuchautorin